# Tillaea viridis
Tillaea viridis és una espècie de planta suculenta del gènere Tillaea de la família de les Crassulaceae.

## Descripció
És una planta aquàtica anual, de fins a 7 cm d'alçada.
Les tiges són decumbents, que es tornen de color groguenc fosc, ramificades, de 5-7 cm.
Les fulles són lineals de 3 a 12 mm, oposades, sèssils, vèrtex estretament agut o atenuat.
Les inflorescències són laxes, amb una flor per nus. Pedicels de 0,5 a 6 mm. Flors de 4 parts; sèpals triangular-ovats, de 0,7 a 0,8 mm, vèrtex obtús; pètals triangulars, d'1,3 mm. Fol·licles ascendents, de 6 a 12 llavors, obliquament sublanceolats; fol·licles vells estesos, plans. Floreix a la primavera.

## Distribució
Planta endèmica dels estats Idaho i Arizona dels Estats-Units, Mèxic i sud del Brasil. Creix de 2100 a 2500 m d'altitud.

## Taxonomia
Tillaea viridis S.Watson va ser descrita per Sereno Watson i publicada al Proceedings of the American Academy of Arts and Sciences. Boston, MA.23: 272 (1888).

### Etimologia
- Tillaea: nom genèric atorgat en honor del botànic italià M. Tilli.
- viridis: epítet llatí que significa 'verd'.

### Sinonímia
- Crassula viridis (S. Watson) Fedde
- Crassula viridis (S. Watson) M. Bywater & Wickens
- Tillaeastrum viride (S. Watson) Britton